# Joga
Jóga je skupina fizičnih, duševnih in duhovnih praks ali disciplin, ki izvirajo iz  starodavnih hindujskih duhovnih urjenj, pri kateri z dihalnimi vajami, telesnimi položaji oz. asanami in mentalnim osredotočanjem dosežemo telesno in duševno uravnovešenost. 

## Cilj joge
Po mnenju Knuta A. Jacobsena je joga osredotočena na metode za dosego cilja, tehnike obvladovanja telesa in uma,  ime šole ali sistema filozofije (darśana), tradicije, specializirane za različne tehnike joge (hatha-, mantra-, laya-, ...) in cilj praks joge. 
Tradicionalno je končni cilji joge umiritev uma in pridobitev vpogleda, počitek v odmaknjenem zavedanju in osvoboditev (Mokša) od saṃsāre in duḥkhe: proces (ali disciplina), ki vodi do enotnosti (Aikyam) z božanskim (Brahmanom) ali s svojim jazom. (Ātman). Ta cilj se razlikuje glede na filozofski ali teološki sistem. 

## Glavne poti in šole joge
Obstaja veliko različnih šol joge, praks in ciljev, v hinduizmu, budizmu in džainizmu, tradicionalna in moderna joga se izvaja po vsem svetu. Izraz joga v zahodnem svetu pogosto označuje sodobno obliko Hatha joge in tehniko telesne pripravljenosti, lajšanja stresa in sprostitve, ki temelji na telesni drži,  sestavljeno večinoma iz asan. Tradicionalna joga, ki so jo uvedli guruji iz Indije, se osredotoča se na meditacijo in osvoboditev posvetnih navezanosti (na primer ashtnaga, Iyengar, Katha, Kundalini). Tehnike joge so lahko dinamične, sproščujoče, meditativne ali duhovne.  
Beseda joga je krovno ime za številne podzvrsti duhovnih tehnik, pri čemer ločimo štiri glavne poti: 
- Hatha joga
- Raja joga – ima 7 stopenj; Asane, Pranajamo, Pratjaharo, Darano, Dijane, Samadi,
- Jnana joga
- Bhakti joga
- Krija joga – ena od oblik Raja joge, ki jo je za zahodni svet prilagodil Paramahansa Jogananda.

## Tehnike joge
Joge ne tvorijo le telesni položaji ali asane. Asane so sicer večini ljudi najbolj znani popularni elementi joge, vendar je bistvo asan predvsem to, da pripravijo telo na bolj poglobljeno urjenje joge. Da bi to dosegli, moramo z določenimi vajami pripraviti telo, uriti zmožnost koncentracije in disciplinirati naš duh. Urjenje joge sestavljajo (duhovne) prakse, ki se med seboj razlikujejo glede na temperament. Tisti, ki se odloči za izvajanje prakse, si izbere tisto pot in tisto prakso, ki je njemu najbližja. Katera je to, lahko ugotovi le s preizkušanjem. Pri tem velja poudariti, da ni nobena boljša ali slabša. Vsekakor pa nekatere lahko določenemu značaju ustrezajo bolj, druge manj. Ko vaditelj izbere neko pot, se mora te poti držati redno, predano in daljše časovno obdobje, saj le na ta način lahko izkusi sadove posameznih tehnik.  

### Izvor joge
Joga izvira iz Indije, kjer ostaja močna življenjska tradicija in predstavlja pot k razsvetljenju. O izvoru joge obstajata dve splošni teoriji. Linearni model meni, da je joga nastala v vedskem obdobju, kot se odraža v vedskem besedilnem korpusu, in je vplivala na budizem; po mnenju avtorja Edwarda Fitzpatricka Crangla ta model podpirajo predvsem hindujski učenjaki. Po sinteznem modelu je joga sinteza nevedskih in vedskih elementov, kar je blizu stroki v zahodnem svetu. 
Prakse, podobne jogi, so prvič omenjene v Rigvedi. Joga je omenjena v številnih Upanišadah. Prvi znani pojav besede "joga" z enakim pomenom kot sodobni izraz je v Katha Upanishadi], ki je bila verjetno sestavljena med petim in tretjim stoletjem pred našim štetjem. Joga se je še naprej razvijala kot sistematična študija in praksa v 5. in 6. stoletju pr. n. št. v starodavnih indijskih asketskih gibanjih in gibanjih Śramaṇa. Najobsežnejše besedilo o jogi, Patanjalijeve joga sutre, segajo v zgodnja stoletja našega štetja. Filozofija joge je postala znana kot ena od šestih ortodoksnih filozofskih šol (Darśana) hinduizma v drugi polovici prvega tisočletja našega štetja. Besedila o hatha jogi so začela nastajati med 9. in 11. stoletjem, izvirajo pa iz tantre. Vivekananda je zahodu predstavil joga sutre, ki so pomembno prispevale k uspehu hatha joge v 20. stoletju.